# Седченко Варвара Назарівна
Варвара Назарівна Седченко (28 липня 1928 — ?) — українська радянська діячка, новатор виробництва, машиніст підйомної установки шахти «Вільхівська» міста Жовті Води Дніпропетровської області. Депутат Верховної Ради УРСР 6-го скликання.

## Біографія
З 1950-х років — машиніст підйомної установки шахти «Вільхівська» міста Жовті Води Дніпропетровської області.
Потім — на пенсії у місті Жовті Води Дніпропетровської області.

## Нагороди
- орден Леніна (7.03.1960)
- медалі